# Edwin Schrader
Edwin Schrader war ein dänischer Bahnradsportler und Weltmeister.
1896 belegte Edwin Schrader den zweiten Platz bei den Bahn-Radweltmeisterschaften 1896 in Ordrup Platz zwei im Sprint der Amateure. Im Jahr darauf wurde er in Glasgow Weltmeister in dieser Disziplin.